# 247 (numero)
Duecentoquarantasette (247) è il numero naturale dopo il 246 e prima del 248.

## Proprietà matematiche
- È un numero dispari.
- È un numero composto con quattro divisori: 1, 13, 19, 247. Poiché la somma dei suoi divisori (escluso il numero stesso) è 33 < 247 è un numero difettivo.
- È un numero semiprimo.
- È un numero pentagonale.
- È un numero 41-gonale centrato.
- È un numero odioso.
- Può essere espresso in due modi diversi come differenza di due quadrati: 247=16²-3²=124²-123². Per essere espresso come somma di quadrati richiede invece quattro addendi, il massimo.
- In base 10, è il più piccolo numero esprimibile come differenza di due interi che insieme contengono tutte le cifre da 1 a 9: 247=50123-49876.
- È un numero di Harshad (in base 10), essendo divisibile per la somma delle sue cifre.
- È parte delle terne pitagoriche (95, 228, 247), (96, 247, 265), (247, 1596, 1615), (247, 2340, 2353), (247, 30504, 30505).
- È un numero congruente.

## Astronomia
- 247P/LINEAR è una cometa periodica del sistema solare.
- 247 Eukrate è un asteroide della fascia principale del sistema solare.

## Astronautica
- Cosmos 247 è un satellite artificiale russo.

## Altri ambiti
- +247 è il prefisso telefonico internazionale dell'Isola di Ascensione.
- È talvolta usato, specie negli URL, in luogo di "24/7" (24 ore al giorno, 7 giorni a settimana).